# Elementos de Euclides
Los Elementos de Euclides (en griego: Στοιχεῖα, stoicheia, y conocido como geometría euclidiana; en griego: Ευκλειδης Γεωμετρια) es un tratado matemático y geométrico que se compone de trece libros, escrito por el matemático y geómetra griego Euclides en Alejandría. A través de estos libros el autor ofrece un tratamiento definitivo de la geometría de dos dimensiones (el plano) y tres dimensiones (el espacio).

## Historia
Aunque la obra era conocida en Bizancio, era desconocida en Europa Occidental hasta alrededor de 1120, cuando el monje inglés Adelardo de Bath la tradujo al latín a partir de una traducción árabe. En 1482, Erhard Ratdolt realizó en Venecia la primera impresión latina de la obra. 
Los Elementos es considerado uno de los libros de texto más divulgado en la historia y el segundo en número de ediciones publicadas después de la Biblia (más de 1000). Durante varios siglos, el quadrivium estaba incluido en el temario de los estudiantes universitarios, y se exigía el conocimiento de este texto. Aún hoy se utiliza por algunos educadores como introducción básica de la geometría. 
En estos trece volúmenes Euclides recopila gran parte del saber matemático de su época, representados en el sistema axiomático conocido como Postulados de Euclides, los cuales de una forma sencilla y lógica dan lugar a la Geometría euclidiana.

## Principios fundamentales
En el primer libro, Euclides desarrolla 48 proposiciones a partir de 23 definiciones (como punto, línea y superficie), 5 postulados y 5 nociones comunes (axiomas). Entre estas proposiciones se encuentra la primera demostración general conocida del teorema de Pitágoras.
Las nociones comunes de Los Elementos son:
1. Cosas iguales a una misma cosa son iguales entre sí.
2. Si se añaden iguales a iguales, los todos son iguales.
3. Si se sustraen iguales a iguales, los restos son iguales.
4. Las cosas que coinciden una con otra son iguales entre sí.
5. El todo es mayor que la parte.

Los postulados de Los Elementos son:
1. Se puede formar una línea recta que pase por dos puntos.
2. Un segmento de línea recta se puede extender indefinidamente en una línea recta.
3. Dado un segmento de línea recta, puede dibujarse un círculo con cualquier centro y radio.
4. Todos los ángulos rectos son iguales entre sí.
5. Postulado de las paralelas. Si una línea recta corta a otras dos, de tal manera que la suma de los dos ángulos interiores del mismo lado sea menor que dos rectos, las otras dos rectas se cortan, al prolongarlas, por el lado en el que están los ángulos menores que dos rectos.

Este último postulado tiene un equivalente, que es el más usado en los libros de geometría:
- Por un punto exterior a una recta, se puede trazar una única paralela

Cabe señalar que este es el postulado que hace que la geometría sea euclidiana. Negándolo se obtienen las geometrías no-euclidianas.
Estos principios básicos reflejan el interés de Euclides por la geometría constructiva, al igual que los matemáticos griegos y helenísticos contemporáneos.

## Contenido

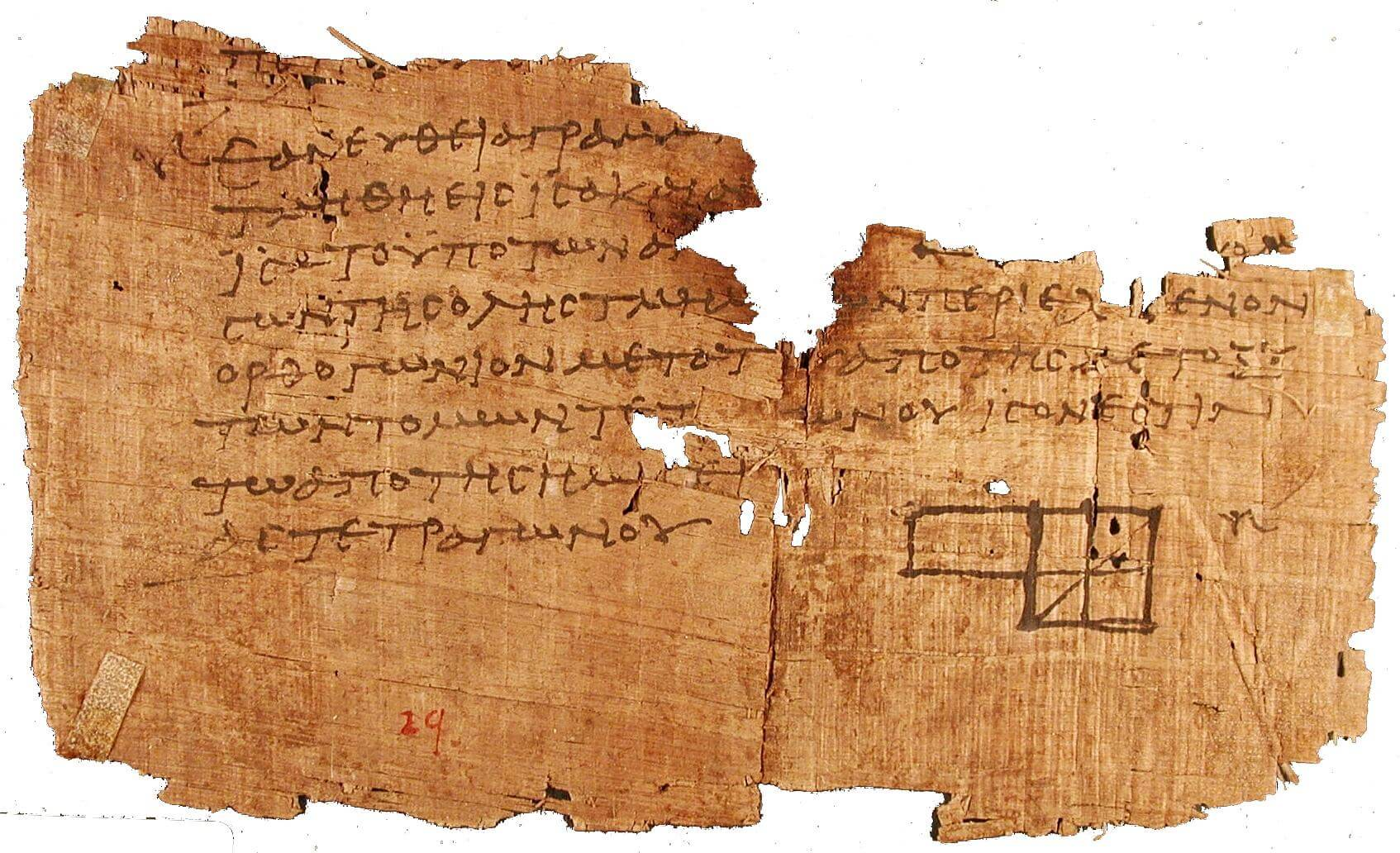
Un fragmento de los Elementos de Euclides hallado en Oxirrinco, datado hacia el año 100 a. C.
El diagrama acompaña la Proposición 5 del Libro II.

A pesar de tratarse de un trabajo sobre geometría, el libro incluye resultados que hoy se pueden clasificar dentro de la teoría de los números. Euclides decide describir los resultados en teoría de números dentro de la geometría porque no pudo desarrollar una aproximación constructiva a la aritmética.
El contenido de los libros es el siguiente:
- Libros 1 al 4 tratan sobre geometría plana.
- Libros 5 al 10 tratan sobre razones y proporciones.
- Libros 11 al 13 tratan sobre geometría de los cuerpos sólidos.

| Libro            | I  | II | III | IV | V  | VI | VII | VIII | IX | X   | XI | XII | XIII | Total |
| ---------------- | -- | -- | --- | -- | -- | -- | --- | ---- | -- | --- | -- | --- | ---- | ----- |
| Definiciones     | 23 | 2  | 11  | 7  | 18 | 4  | 22  | -    | -  | 16  | 28 | -   | -    | 131   |
| Postulados       | 5  | -  | -   | -  | -  | -  | -   | -    | -  | -   | -  | -   | -    | 5     |
| Nociones básicas | 5  | -  | -   | -  | -  | -  | -   | -    | -  | -   | -  | -   | -    | 5     |
| Proposiciones    | 48 | 14 | 37  | 16 | 25 | 33 | 39  | 27   | 36 | 115 | 39 | 18  | 18   | 465   |

### Elementos de Euclides / Definiciones (Libro primero)

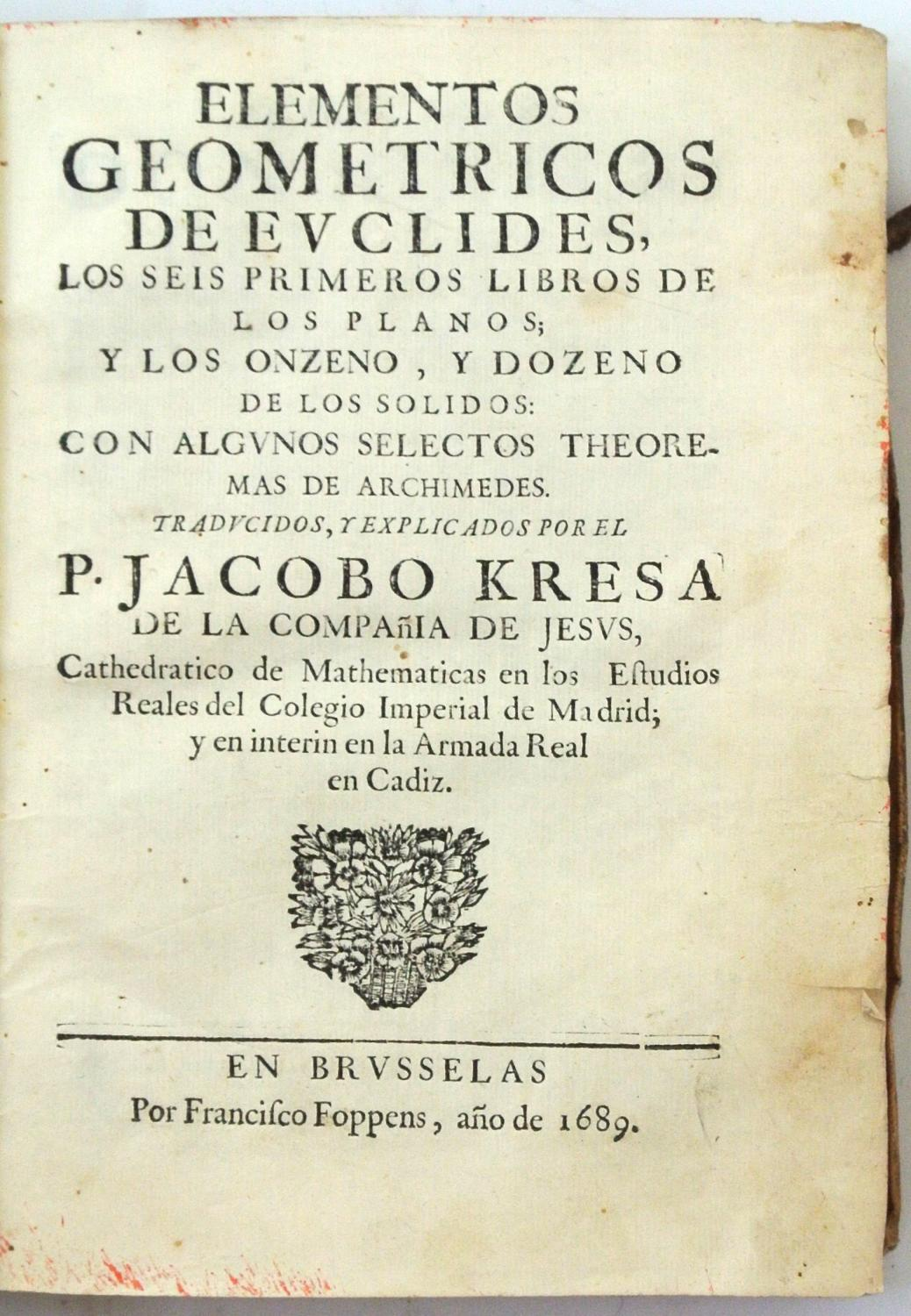
Portada de la obra Elementos geométricos de Euclides publicada por Jacobo Kresa en 1689

1. Un punto es lo que no tiene partes.
2. Una línea es una longitud sin anchura.
3. Los extremos de una línea son puntos.
4. Una línea recta es aquella que yace por igual respecto de los puntos que están en ella.
5. Una superficie es lo que solo tiene longitud y anchura.
6. Los extremos de una superficie son líneas.
7. Una superficie plana es aquella que yace por igual respecto de las líneas que están en ella.
8. Un ángulo plano es la inclinación mutua de dos líneas que se encuentran una a otra en un plano y no están en línea recta.
9. Cuando las líneas que comprenden el ángulo son rectas, el ángulo se llama rectilíneo.
10. Cuando una recta levantada sobre otra recta forma ángulos adyacentes iguales entre sí, cada uno de los ángulos iguales es recto y la levantada se llama perpendicular a aquella sobre la que está.
11. Ángulo obtuso es el mayor que un recto.
12. Ángulo agudo es el menor que un recto.
13. Un límite es aquello que es extremo de algo.
14. Una figura es lo contenido por uno o varios límites.
15. Un círculo es una figura plana comprendida por una sola línea de tal modo que todas las rectas dibujadas que caen sobre ella desde un punto de los que están dentro de la figura son iguales entre sí.
16. El punto se llama el «centro» del círculo.
17. Un diámetro del círculo es una recta cualquiera trazada a través del centro y limitado en ambos sentidos por la circunferencia del círculo, recta que también divide el círculo en dos partes iguales.
18. Un semicírculo es la figura comprendida entre el diámetro y la circunferencia por él cortada. Y el centro del semicírculo es el mismo que el del círculo.
19. Figuras rectilíneas son las comprendidas por rectas, triláteras las comprendidas por 3, cuadriláteras las comprendidas por 4, multiláteras las comprendidas por más de 4 rectas.
20. Entre las figuras triláteras, el triángulo equilátero es la que tiene los tres lados iguales, triángulo isósceles la que tiene dos lados iguales, y el triángulo escaleno la que tiene los tres lados desiguales.
21. Entre las figuras triláteras, triángulo rectángulo es la que tiene un ángulo recto, obtusángulo la que tiene un ángulo obtuso, acutángulo la que tiene los tres ángulos agudos.
22. De entre las figuras cuadriláteras, cuadrado es la que es equilátera y rectangular, rectángulo la que es rectangular, pero no equilátera, rombo la que es equilátera, pero no rectangular, romboide la que tiene los ángulos y los lados opuestos iguales entre sí, pero no es equilátera ni rectangular; y trapecios las demás figuras cuadriláteras.
23. Son rectas paralelas las que estando en el mismo plano y siendo prolongadas indefinidamente en ambos sentidos, no se encuentran una a otra en ninguno de ellos.

### Elementos de Euclides / Postulados (Libro primero)
1. Postúlese el trazar una línea recta desde un punto cualquiera hasta un punto cualquiera.
2. Y el prolongar continuamente una recta finita en línea recta.
3. Y el describir un círculo con cualquier centro y radio.
4. Y el ser todos los ángulos rectos iguales entre sí.
5. Y que si una recta al incidir sobre 2 rectas hace los ángulos internos del mismo lado menores que dos rectos, las dos rectas prolongadas indefinidamente se encontrarán en el lado en el que están los menores que dos rectos.

### Nociones básicas (Libro primero)
1. Si dos elementos son iguales a otro elemento, son iguales entre sí.
2. Si dos cantidades iguales son sumadas a otras iguales, serán iguales.
3. Si dos cantidades iguales son restadas a otras iguales, serán iguales.
4. Si dos elementos coinciden uno con otro, son iguales entre sí.
5. El todo es mayor que una parte.

## Transmisión y traducciones al español
El texto de Euclides se transmitió por dos vías. En los países cristianos se hicieron copias sobre todo durante el Imperio bizantino, donde estaba más difundido el conocimiento del griego, pero no estaba muy divulgado en ese ámbito el estudio de la geometría. Por otra parte, en el mundo árabe se tradujeron y se comentaron los Elementos y se mantuvo una tradición más viva, aunque menos fiel a Euclides. Los principales traductores al árabe fueron Al-Hajjàj (fl. 786-833) e Ishàq-ben-Hunayn (siglo IX). El musulmán hispano Avicena escribió un comentario a los Elementos. La mejor traducción al latín de la Edad Media fue la de Gerardo de Cremona (1114-1187), italiano de origen, pero afincado en Toledo, de cuya Catedral llegó a ser canónigo, desde la versión árabe de Thábit ibn Qurra. Pero la versión latina más divulgada durante la Baja Edad Media fue la de Campano de Novara (siglo XIII); de hecho, fue esta versión la que se imprimió por primera vez (Venecia, 1482).
La primera versión en castellano fue la traducida por Rodrigo Zamorano (Sevilla, 1576). Siguieron la de Luis Carduchi (1637), la de Andrés Puig (1672), la de José Zaragoza (1678), la de Sebastián Fernández de Medrano (1688), la comentada del matemático jesuita checo Jacobo Kresa (Elementos geométricos de Euclides, los seis primeros libros de los planos, los onzeno y dozeno de los sólidos: con algunos selectos Theoremas de Archimedes, Bruselas, 1689), la de Francisco Larrando de Mauleón (1698), la de Pedro de Ulloa (1706), la del novator Tomás Vicente Tosca (1707), la de Antonio José Deu y Abella (1723), las de Gaspar Álvarez (1739) y Blas Martínez de Velasco (1747), la traducción de Robert Simson (1774), la de Juan Justo García (1782), la de Pedro Giannini (1788) y las ya muy numerosas de los siglos XIX y XX. De las antiguas, solo la primera edición, preparada por Zamorano, y una de las últimas, la traducción española de la versión de Robert Simson, tratan de ser una trascripción fiel del texto griego. La mayoría son adaptaciones pedagógicas, más o menos libres, de la obra de Euclides. Según afirma Juan Navarro Loidi,

Las versiones renacentistas o de la Ilustración tienen casi todas los mismos libros. Suelen incluir los libros del I al VI que tratan de la geometría plana, aunque el libro V frecuentemente ha sido simplificado y convertido en un manual sobre fracciones numéricas aplicadas a la geometría. A partir de la edición de José Zaragoza (1678) también suelen contener los dos primeros libros de geometría del espacio. Pero, en el libro XII son muy frecuentes las simplificaciones para evitar las largas demostraciones por el método de “exhausción”. Generalmente están inspiradas en la idea de límite de figuras introducida por el belga Tacquet, aunque Zaragoza se inclina por las sumas infinitas, tal vez influenciado por Cavalieri.

Ediciones modernas son las de Juan David García Bacca, Euclides. Obras completas. Elementos de Geometría (México, 1954-1956), que contiene en realidad solo los libros del I al V del texto. Francisco Vera, en el volumen I de sus Científicos Griegos (Madrid, 1970) publicó la obra de Euclides con todos sus libros del I al XIII por primera vez en castellano; pero en esa edición, sobre todo en el libro X, se abrevian mucho las demostraciones o se sustituyen por otras más modernas, por lo que no es propiamente una traducción del texto íntegro de Euclides. La primera traducción española completa de los Elementos es la de María Luisa Puertas Castaños Elementos (Madrid: Gredos, 1991, 1994 y 1996) en tres volúmenes.

## Bases en obras anteriores

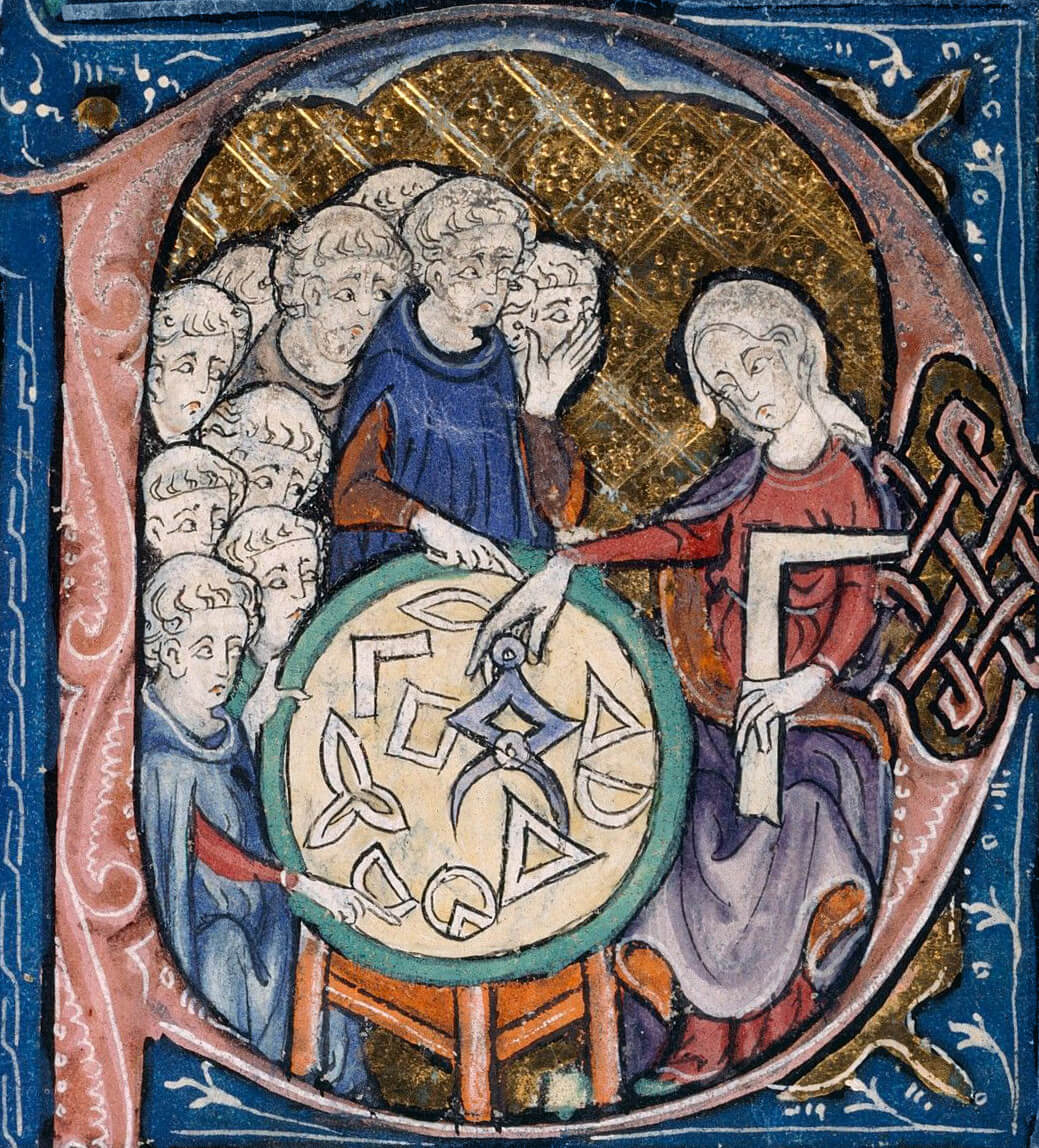
Una iluminación de un manuscrito basado en la traducción de los Elementos de Adelardo de Bath, c. 1309-1316; la de Adelard es la traducción más antigua que se conserva de los Elementos al latín, realizada en la obra del siglo XII y traducida del árabe.

Los estudiosos creen que los Elementos son en gran parte una compilación de proposiciones basadas en libros de matemáticos griegos anteriores.
Proclo (412-485 d. C.), matemático griego que vivió unos siete siglos después de Euclides, escribió en su comentario sobre los Elementos: "Euclides, que reunió los Elementos, recogiendo muchos de los teoremas de Eudoxo de Cnido, perfeccionando muchos de Teeteto, y llevando también a una demostración irrefutable las cosas que sólo habían sido demostradas de forma algo vaga por sus predecesores".
Pitágoras (c. 570-495 a. C.) fue probablemente la fuente de la mayor parte de los libros I y II; Hipócrates de Quíos (c. 470-410 a. C., no confundir con el más conocido Hipócrates de Kos) es la fuente para el libro III; y Eudoxo de Cnido (c. 408-355 a. C.) para el libro V, mientras que los libros IV, VI, XI y XII probablemente proceden de otros matemáticos pitagóricos o atenienses. Los Elementos pueden haberse basado en un libro de texto anterior de Hipócrates de Quíos, que también puede haber originado el uso de letras para referirse a las figuras.

## Influencia

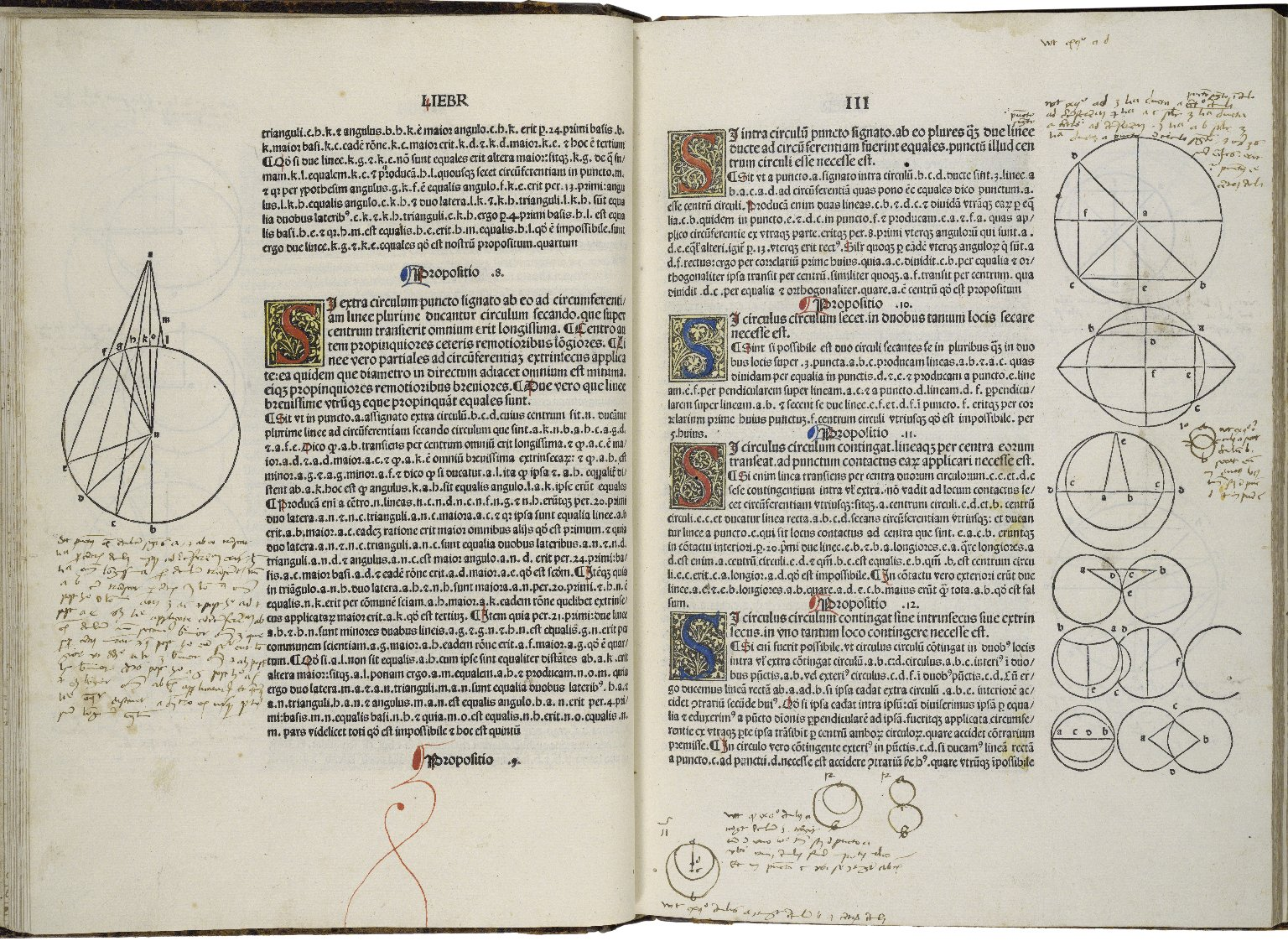
Página de la primera edición impresa de los Elementos de Euclides.

La primera edición impresa de los Elementos fue impresa por Erhard Ratdolt en 1482. Los Elementos siguen considerándose una obra maestra en la aplicación de la lógica a las matemáticas. En el contexto histórico, ha demostrado ser enormemente influyente en muchas áreas de la ciencia. Los científicos Nicolaus Copernicus, Johannes Kepler, Galileo Galilei, Albert Einstein y Sir Isaac Newton se vieron influidos por los Elementos y aplicaron sus conocimientos a su trabajo. Matemáticos y filósofos, como Thomas Hobbes, Baruch Spinoza, Alfred North Whitehead y Bertrand Russell intentaron crear sus propios "Elementos" fundacionales para sus respectivas disciplinas, adoptando las estructuras deductivas axiomatizadas que introdujo la obra de Euclides.
La austera belleza de la geometría euclidiana ha sido vista por muchos en la cultura occidental como un atisbo de un sistema de perfección y certeza de otro mundo. Abraham Lincoln guardaba un ejemplar de Euclides en su alforja y lo estudiaba a altas horas de la noche a la luz de una lámpara; contaba que se dijo a sí mismo: "Nunca podrás ser abogado si no entiendes lo que significa demostrar; y dejé mi situación en Springfield, fui a casa de mi padre y me quedé allí hasta que pude dar cualquier proposición de los seis libros de Euclides a la vista". Edna Saint Vincent Millay escribió en su soneto "Solo Euclides ha mirado la Belleza desnuda": "¡Oh hora cegadora, oh santo, terrible día, cuando por primera vez el astil en su visión brilló de luz anatomizada!". Albert Einstein recordaba un ejemplar de los Elementos y una brújula magnética como dos regalos que tuvieron una gran influencia en él cuando era niño, refiriéndose al Euclides como el "pequeño libro sagrado de geometría" cuya comprensión sintética fue una de las mayores satisfacciones que tuvo en su adolescencia.
El éxito de los Elementos se debe principalmente a su presentación lógica de la mayor parte de los conocimientos matemáticos de que disponía Euclides. Gran parte del material no es original de Euclides, aunque muchas de las pruebas son suyas. Sin embargo, el desarrollo sistemático del tema por parte de Euclides, desde un pequeño conjunto de axiomas hasta resultados profundos, y la coherencia de su enfoque a lo largo de los Elementos, fomentaron su uso como libro de texto durante unos 2000 años. Los Elementos siguen influyendo en los libros de geometría modernos. Además, su enfoque lógico y axiomático y sus rigurosas demostraciones siguen siendo la piedra angular de las matemáticas.